# Djalmabatista orlandoi
Djalmabatista orlandoi är en tvåvingeart som beskrevs av Oliveira och Carraro 1997. Djalmabatista orlandoi ingår i släktet Djalmabatista och familjen fjädermyggor. Inga underarter finns listade i Catalogue of Life.